# Friuli Aquileia Cabernet Sauvignon
{{Infobox VinoDOC
tipo=DOC
|denominazione=Friuli Aquileia
|data_decreto=6 août 1988
|note= 
|gazzetta_ufficiale=18 avril 1989
no 90
|resa_uva=120 q
|resa_vino=70,0 %
|titolo_uva=10,0 %
|titolo_vino=10,5 %
|estratto_secco=18,0 ‰
|vitigno=.
- Cabernet-sauvignon : 90,0 % - 100,0 %

}}
Le Friuli Aquileia Cabernet Sauvignon est un vin rouge italien produit dans la région Frioul-Vénétie Julienne doté d'une appellation DOC depuis le 6 août 1988. Seuls ont droit à la DOC les vins rouges récoltés à l'intérieur de l'aire de production définie par le décret.
Le Friuli Aquileia Cabernet Sauvignon répond à un cahier des charges moins exigeant que le Friuli Aquileia Cabernet Sauvignon riserva et le Friuli Aquileia Cabernet Sauvignon superiore

## Aire de production
Les vignobles autorisés se situent en province d'Udine dans les communes de Bagnaria Arsa, Cervignano del Friuli, Aquileia, Fiumicello, Villa Vicentina, Ruda, Campolongo Tapogliano, Aiello del Friuli, Visco et San Vito al Torre ainsi qu'en partie dans les communes de Santa Maria la Longa, Palmanova, Terzo d'Aquileia, Chiopris-Viscone, Trivignano Udinese et Gonars.

## Caractéristiques organoleptiques
- couleur : rouge rubis intense tendant vers un rouge grenat avec le vieillissement
- odeur : vineux, intense, agréable, légèrement épicé,
- saveur : sec, plein, légèrement amer, velouté après vieillissement

Le Friuli Aquileia Cabernet Sauvignon se déguste à une température de 14 à 16 °C et il se gardera 2 –4 ans.

## Production
Province, saison, volume en hectolitres :
- Udine : (1990/91) 721,57
- Udine : (1991/92) 1 086,93
- Udine : (1992/93) 1 840,9
- Udine : (1993/94) 1 070,54
- Udine : (1994/95) 1 968,4
- Udine : (1995/96) 2 832,41
- Udine : (1996/97) 1 832,0